# Estación de Cerceda-Meirama
Cerceda-Meirama es una estación ferroviaria situada en el municipio español de Cerceda en la provincia de La Coruña, comunidad autónoma de Galicia. Cuenta con servicios de Media Distancia operados por Renfe.

## Situación ferroviaria
La estación se encuentra en el punto kilométrico 431,126 de la línea férrea que une Zamora con La Coruña a 256 metros de altitud, entre las estaciones de Uges y de Órdenes. Está situada en una variante del trazado original fruto de las obras de la alta velocidad entre La Coruña y Santiago de Compostela.

## Historia
La estación fue inaugurada el 3 de diciembre de 2009 sustituyendo al antiguo apeadero de Cerceda y a todas las estaciones construidas en el municipio, que fueron inauguradas el 14 de abril de 1943 junto con el trazado original de la línea Zamora-La Coruña en el tramo entre Santiago de Compostela y La Coruña.

## Servicios ferroviarios

### Media Distancia
En la estación paran varios trenes de Media Distancia operados por Renfe, comercializados como MD y Regional, que conectan con las ciudades de Vigo, Pontevedra, Santiago de Compostela y La Coruña.
| Línea MD | Servicio | Origen/Destino         | Paradas intermedias | Destino/Origen         |
| -------- | -------- | ---------------------- | --- | ---------------------- |
| 1        | MD       | La Coruña              | Cerceda-Meirama · Santiago de Compostela · Padrón-Barbanza · Villagarcía de Arosa · Pontevedra · Arcade · Redondela AV                                                                            | Vigo-Urzaiz            |
| 1        | MD       | Vigo-Urzaiz            | Redondela AV · Pontevedra · Villagarcía de Arosa · Padrón-Barbanza · Santiago de Compostela · Cerceda-Meirama                                                                                     | La Coruña              |
| 1        | Regional | La Coruña              | Uges · Cerceda-Meirama · Órdenes · Santiago de Compostela · Osebe · Padrón · Puentecesures · Catoira · Villagarcía de Arosa · Portela · Pontevedra · Arcade · Redondela-Picota · Redondela        | Vigo-Guixar            |
| 1        | Regional | La Coruña              | Uges · Cerceda-Meirama · Órdenes · Santiago de Compostela · Padrón · Puentecesures · Catoira · Villagarcía de Arosa · Pontevedra-Universidad · Pontevedra · Arcade · Redondela-Picota · Redondela | Vigo-Guixar            |
| 1        | Regional | La Coruña              | Uges · Cerceda-Meirama · Órdenes · Santiago de Compostela · Padrón · Puentecesures · Catoira · Villagarcía de Arosa · Pontevedra · Arcade · Redondela-Picota · Redondela                          | Vigo-Guixar            |
| 1        | Regional | La Coruña              | Cerceda-Meirama · Santiago de Compostela · Padrón · Puentecesures · Catoira · Villagarcía de Arosa · Pontevedra · Arcade · Redondela-Picota · Redondela                                           | Vigo-Guixar            |
| 1        | Regional | Vigo-Guixar            | Redondela · Redondela-Picota · Arcade · Pontevedra · Pontevedra-Universidad · Villagarcía de Arosa · Catoira · Puentecesures · Padrón · Santiago de Compostela · Cerceda-Meirama · Uges           | La Coruña              |
| 1        | Regional | La Coruña              | Uges · Cerceda-Meirama | Santiago de Compostela |
| 1        | Regional | Santiago de Compostela | Órdenes · Cerceda-Meirama · Uges | La Coruña              |